# NGC 546
NGC 546 è una vasta galassia a spirale barrata situata nella costellazione dello Scultore a una distanza di circa 302 milioni di anni luce dalla nostra Via Lattea.

## Scoperta
NGC 546 è stata scoperta il 23 ottobre 1835 dall'astronomo britannico John Herschel.

## Descrizione
La galassia ha una classe di luminosità II e racchiude anche regioni di idrogeno ionizzato.